# Oppenwehe
Oppenwehe ist ein Ortsteil der Gemeinde Stemwede im nordrhein-westfälischen Kreis Minden-Lübbecke. Hier leben etwa 2000 Menschen auf einer Fläche von 28 km². Die bejagbare Fläche beträgt 20,0 km².
Mit 72 Einwohnern pro km² ist Oppenwehe etwas dünner besiedelt als die Gesamtgemeinde Stemwede.
Oppenwehe ist Spargelanbaugebiet und ein Landesleistungsstützpunkt Nordrhein-Westfalens für Sportschießen. Sehenswert ist das Naturschutzgebiet Oppenweher Moorlandschaft, die Bockwindmühle und ein Teil der Westfälischen Mühlenstraße. Im Frühjahr findet Ostwestfalens größter Spargelmarkt und vor Weihnachten ein Weihnachtsmarkt statt. Daneben werden viele Vereinsfeste wie Sportfeste und Schützenfeste gefeiert. In Oppenwehe steht außerdem die Oppenweher Klus.

## Geografie
Oppenwehe besteht aus den zehn Ortsteilen Bockhorn (Langenhoop), Bulzendorf, Bruch/Hohes Moor, Dorf, Fiskus, Hammoor, Hasenheide/Nagelsiedlung, Moor/Fledder, Steinkamp und Vahrenkamp.

## Geschichte
Die Ersterwähnung von Oppenwehe erfolgte in einer Urkunde von Konrad I. von Rüdenberg, Bischof von Minden, aus dem Jahre 1227, in der die Schenkung von vier Höfen in Openwide des Ritters Helimbertus de Manen (Helmbert von Manen) an das Kloster in Levern beurkundet wird. Bis zur Franzosenzeit gehörte Oppenwehe zur Vogtei Stemwederberg im Amt Rahden des Fürstentums Minden. Von 1807 bis 1810 gehörte der Ort zum Kanton Levern des napoleonischen Satellitenstaats Königreich Westphalen. Von 1811 bis 1813 gehörte Oppenwehe unmittelbar zu Frankreich und dort zur Mairie Wehdem im Arrondissement Minden des Departements der Oberen Ems. 1816 kam der Ort zum neuen Kreis Rahden, aus dem 1832 der Kreis Lübbecke wurde. Bis zum 31. Dezember 1972 bildete Oppenwehe eine Gemeinde im Amt Wehdem bzw. seit 1936 im Amt Dielingen-Wehdem des Kreises Lübbecke.
Bis 2017 fand über 250 Jahre lang jährlich das Volksfest Bünselmarkt statt.
Am 1. Januar 1973 wurde Oppenwehe auf Grund des Bielefeld-Gesetzes mit zwölf weiteren Gemeinden zur neuen Gemeinde Stemwede zusammengefasst.
Dabei ist der heutige Ortsteil etwas kleiner als die ehemalige Gemeinde Oppenwehe, die bis 1973 bestand und 30,05 km² (bei damals 2173 Einwohnern) umfasste. Dies ist ein Resultat der Gebietsabtretungen im Südosten und vor allem Nordosten des Gemeindegebietes im Zuge der Kommunalreform an die Stadt Rahden, die größer waren als die geringen Gebietsgewinne von selbiger Nachbarstadt.

## Wappen
| | Blasonierung: „In blauem, durch eine goldene (gelbe) Pfahlleiste geteiltem Schilde ein goldener (gelber), blau gefüllter und mit fünf goldenen (gelben) Moorbüscheln belegter Dreiberg; vorne eine silberne (weiße) Kapelle (Klus) mit schwarzem Balkenwerk; hinten drei goldene (gelbe), pfahlweise angeordnete Lindenblätter.“ |
| Wappenbegründung: Das am 1. November 2020 vom Mindener Heraldiker Jürgen Batta entworfene Wappen zeigt ortstypische Symbole. Die Kapelle (Klus) steht für die 1648 erbaute und 2003 im Verhältnis 1:2 als Nachbildung wieder errichtete Kapelle auf dem alten Friedhof. Die Linden prägen das Ortsbild; die drei Blätter sollen dieses zeigen. Der Dreiberg steht für den Stemweder Berg; die Moorbüschel symbolisieren das Oppenweher Moor. | |

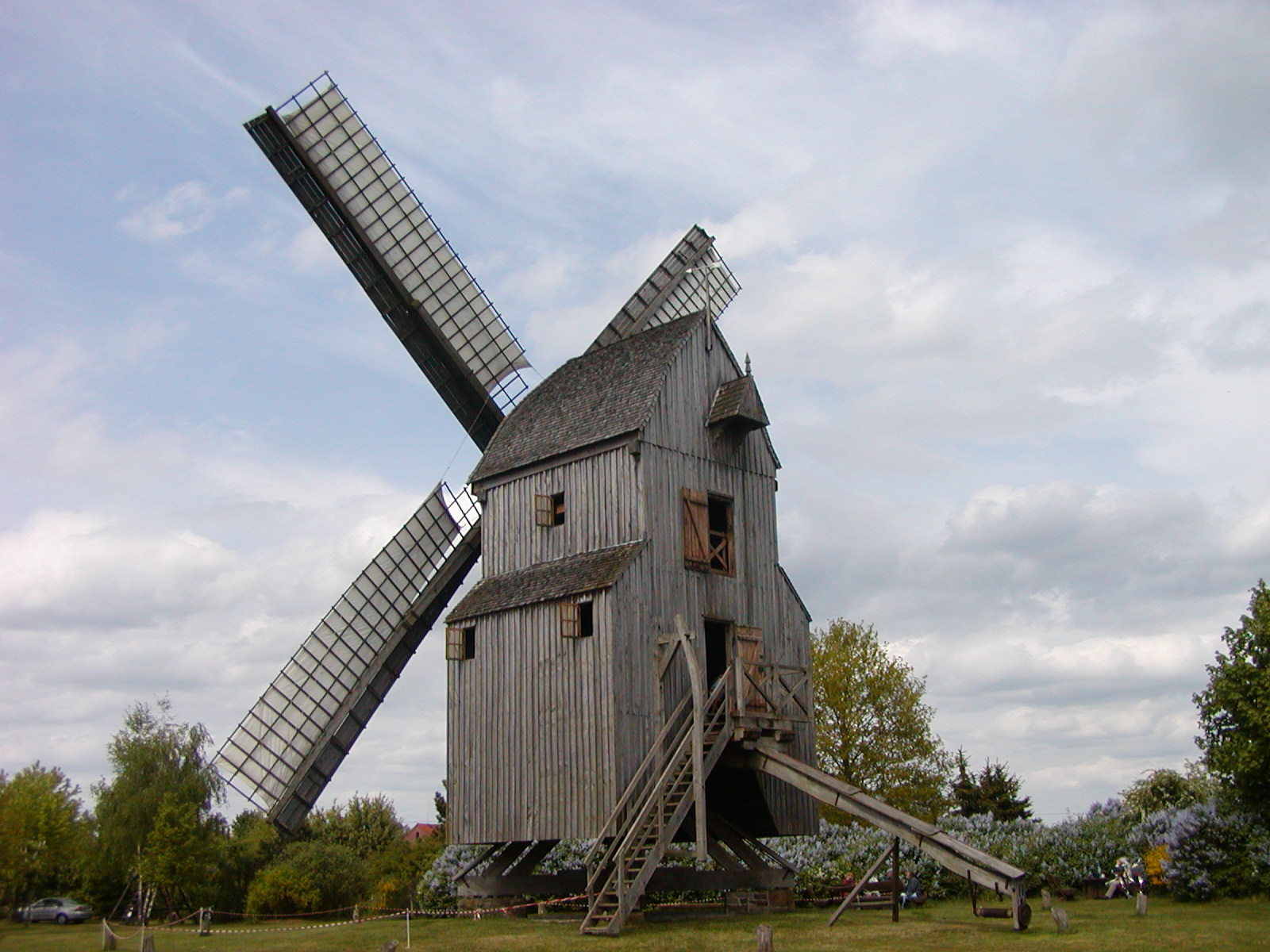
Bockwindmühle Oppenwehe
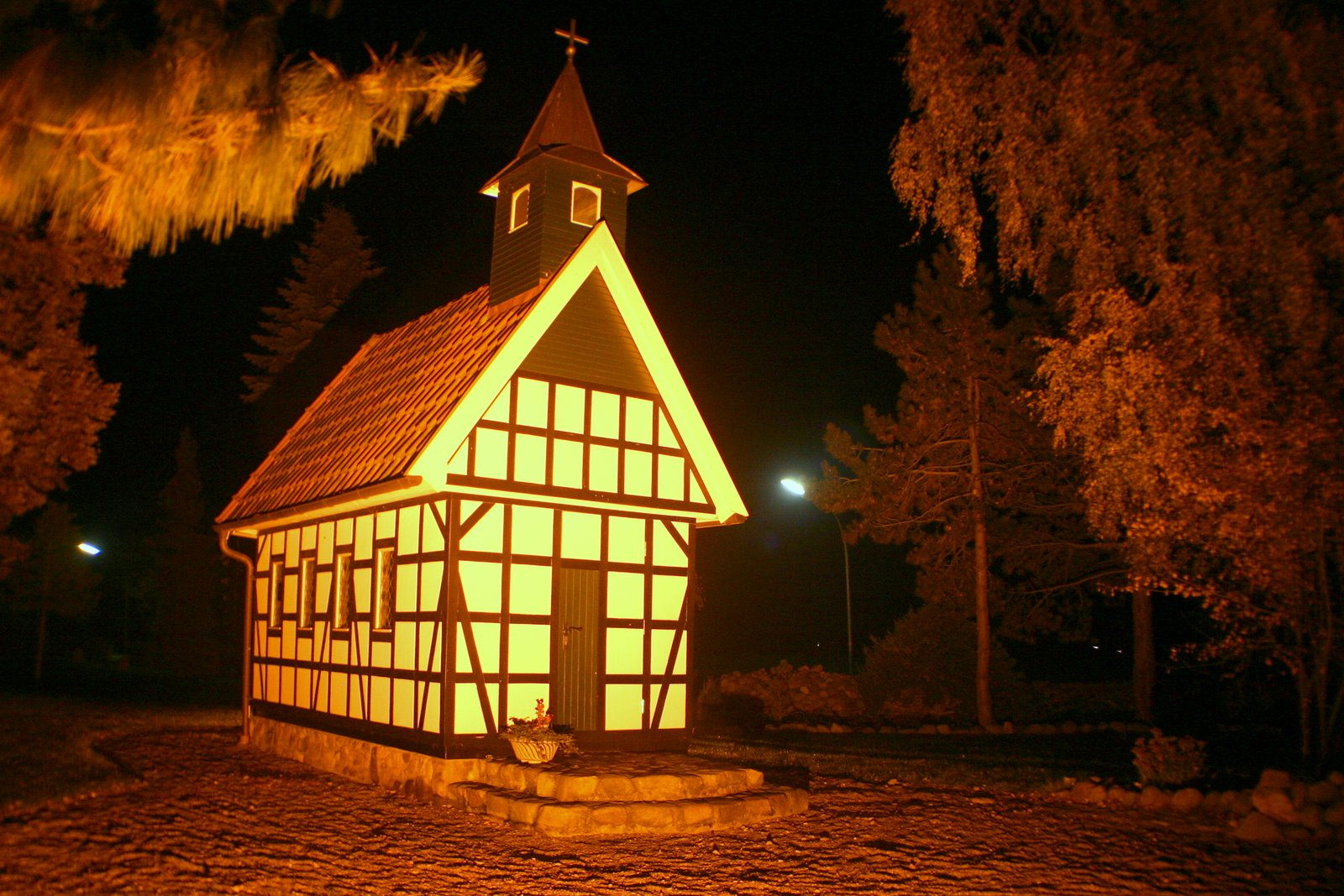
Oppenweher Klus
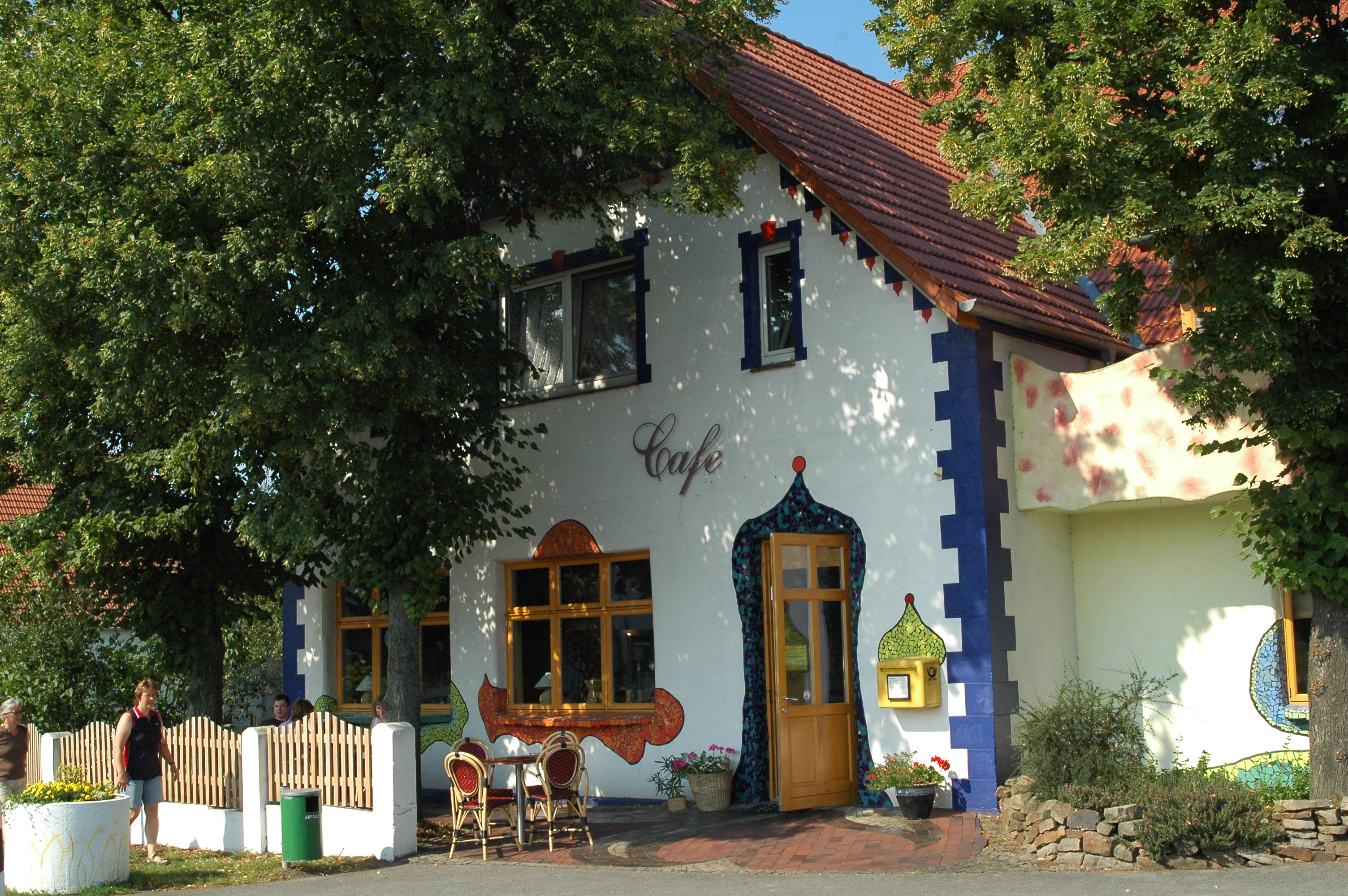
Oppenwehe, Anziehungspunkt „Flaniercafe Hundertsinne“, nicht mehr in Betrieb

## Verkehr
Die nächste Autobahn-Anschlussstelle ist Kirchlengern an der A 30.